# Burkart Keller

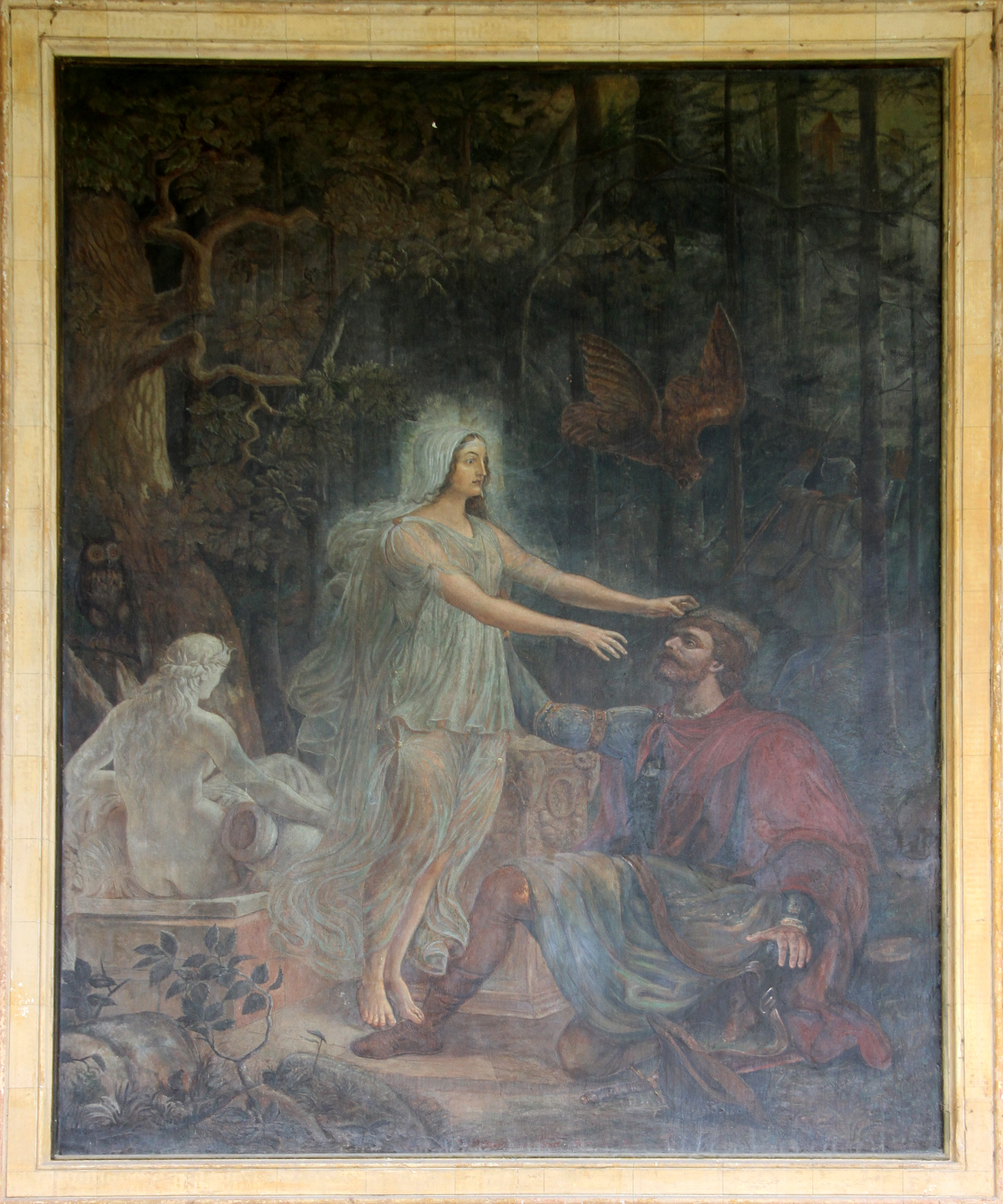
Burkart Keller von Yburg

Der Junker Burkart Keller von Yburg ist eine badische Sagengestalt. Die Sage um seine Person ist eines der vierzehn Motive, die als Fresken in der Trinkhalle Baden-Baden dargestellt sind.

## Handlung
Burkart Keller diente als Kavalier zusammen mit einigen Bediensteten und den Wachen auf Schloss Hohenbaden der verwitweten Markgräfin. Seine Verlobte Clara von Tiefenau, Tochter des Seneschalls des Markgrafen, lebte in der Amtsstadt Kuppenheim, und Keller wanderte oft durch den Wald zu ihr, zumeist früh am Morgen oder spät in der Nacht.
Eines Nachts, als er wie üblich den einsamen und düsteren Weg durch den Kiefernwald nach Hause ging und das Horn des Vorpostens der Burg gerade Mitternacht ankündigte, sah er mit Erstaunen im hellen Mondlicht eine verschleierte Dame am Wegrand stehen, unweit von ihm entfernt. Abenteuerlustig näherte er sich der einsamen Gestalt. Doch als er näher kam, verschwanden die schönen Konturen der geheimnisvollen Persönlichkeit, bis sie schließlich wie ein Trugbild gänzlich verschwand, als er seinen Arm nach ihr streckte. Der Ritter verspürte nun einen geheimnisvollen Schauder in ihm aufkommen, aber sein mutiges Herz und sein leichtsinniger Verstand überzeugten ihn, dass es nichts anderes als eine Einbildung gewesen sei.
Um sich davon zu überzeugen, ging er in der folgenden Nacht auf demselben Weg und zur selben Stunde. Die luftige Gestalt war an derselben Stelle wie in der Nacht zuvor. Aber diesmal war sie nicht in Leinen gehüllt, der Schleier war abgelegt, ihr Kopf war an ihre Hand gelehnt und ein frischer Wind spielte fröhlich mit ihren langen kastanienbraunen Locken, welche ihren Busen und ihre weißen Schultern bedeckten. Der Kavalier zögerte für einen Moment. Doch dann tadelte er sich für seine Feigheit, näherte sich der Dame, und ein zweites Mal verschwand sie wie ein Luftgeist.
Zuhause sprach er von diesem Erlebnis mit dem Kastellan, einem alten und weisen Mann. Dieser erzähle ihm, dass an dem Ort, an dem er das Gespenst gesehen hatte, in alten Zeiten ein Tempel eines heidnischen Götzen errichtet gewesen war. Und niemand, fügte er hinzu, habe es gewagt, an diesem Ort zur Geisterstunde vorbeizugehen.
Der junge Ritter war aber weder abergläubisch noch als Feigling bekannt. Daher ordnete er am nächsten Morgen an, dass an der Stelle gegraben würde, wo das geheimnisvolle Phantom ihm erschienen war.
Nach einigem Graben und Suchen wurde ein kleiner römischer Altar entdeckt, der den Nymphen des Waldes gewidmet war, und etwas tiefer eine schöne Marmorstatue. Ungeachtet der verstümmelten Arme war es wohl unmöglich, dass man ein schöneres und bewundernswerteres Haupt einer jungen Frau gesehen hätte. Der Kavalier ordnete an, dass der Altar und die Statue an dieser Stelle wieder errichtet würden, und von diesem Tag an erhielt diese den Namen KellersbildKoordinaten: 48° 46′ 57,1″ N, 8° 14′ 15,1″ O.
Doch was folgte, war Schwermut. Die feenhafte Nymphe aus Marmor nahm vollständig Besitz von dem Herzen des Ritters und entzündete eine wahnhafte Liebe in der Brust des Jünglings. Ergriffen von einer unbeschreiblichen Leidenschaft für die bezaubernde Marmorstatue, ging er erneut um Mitternacht los sie zu sehen. Der Mond schien hell und erleuchtete seinen Weg. Die feenhafte Nymphe, wie er sie bereits zweimal gesehen hatte, saß am Fuße des heidnischen Altars. Aber diesmal verschwand sie nicht wie früher als der Ritter sich ihr näherte. Sie wurde mehr und mehr sichtbar und wirklich, als er näher zu ihr kam, und er konnte ihre bezaubernden Gesichtszüge, ihr blühendes Angesicht und ihre ganze Schönheit erkennen. Ihre Gestalt erschien ihm noch schöner und ihr leichtes Leinenkleid offenbarte mehr, als dass es die feinen Konturen der jugendlichen Person verdeckte.
Ein mutiger Diener des Schlosses folgte aber aus Neugier heimlich seinem abenteuerlustigen Meister und hielt in einiger Entfernung zu jener Stelle. Hier sah er den Kavalier im Gespräch mit der feenhaften jungen Frau vertieft. Jedoch als jener ihre Hand ergriff und es wagte sie ungestüm in seine Arme zu schließen, konnte er sich nicht mehr zurückhalten. Die Frau löste sich nicht aus der Umarmung, sondern sah mit einem kindlichen Lächeln zu jenem hin, ließ zu, dass er sich an ihre Lippen presste und sie küsste. Der alte Diener war darüber so beunruhigt, dass er sich nicht länger traute, an diesem Ort zu verweilen. Hastig trat er die Flucht an und ruhte nicht eher, bis er die grauen Zinnen der Burg gewahrte. Am nächsten Morgen aber fand man den Ritter in einiger Entfernung vom Altar tot am Boden liegen. Die Marmorstatue war verschwunden.
Als Kellers Bruder davon erfuhr, ließ er den Altar zerstören und entfernen und ein Kruzifix an dessen Stelle errichten. Und an dem Ort, wo der Leichnam des Ritters gefunden worden war, ließ er ein weiteres Zeichen christlicher Verehrung aufstellen, ein Steinkreuz mit der Inschrift BURKART KELLER.

Kellerskreuz beim Schloss Hohenbaden

Dort steht Kellerskreuz noch heute, etwa 600 m von Kellersbild entfernt auf dem Weg zur Burg. Der etwa ein Kilometer lange Waldweg von Kellerskreuz bis zum Alten Schloß trägt heute den Namen Kellerskreuzweg.
Kellersbild ist heutzutage ein beliebtes Ausflugsziel für Wanderer; heute steht dort ein Bildstock mit einem Marienbild. Kellersbild liegt zwischen Hardberg und Battert an einer Wegkreuzung zum Alten Schloß (Hohenbaden) und zu den Baden-Badener Stadtteilen Ebersteinburg, Haueneberstein, Balg und Weststadt. Der Weg zur Weststadt trägt den Namen Kellersbildweg; er verläuft in südlicher Richtung am Hardberg entlang und endet an der Bernharduskirche.